# アスラ
アスラ（サンスクリット: असुर Asura）とは、インド神話において神々（デーヴァ）と対立する存在をいう。

## 概要

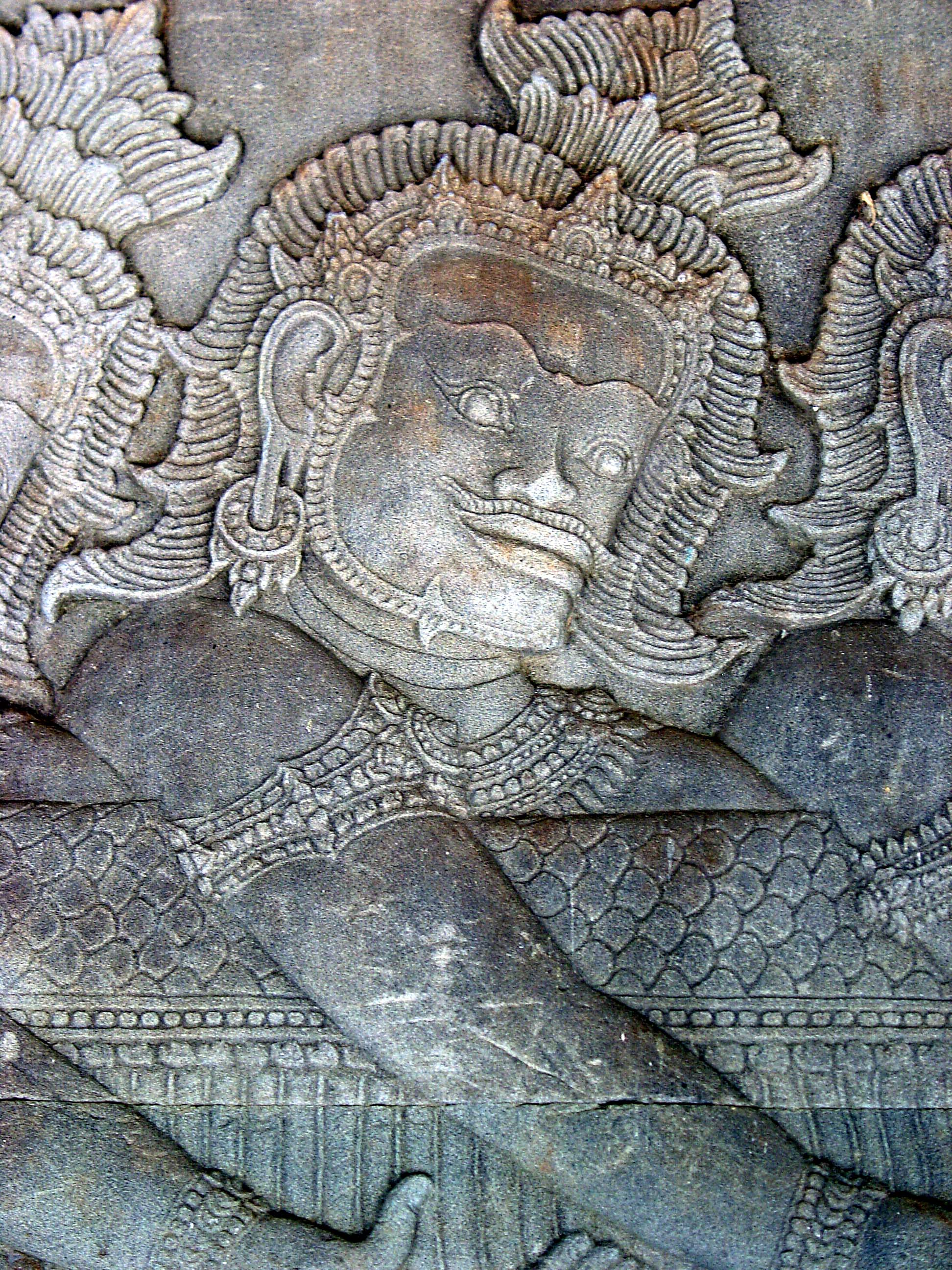
乳海攪拌を描いたアンコール・ワットの浮き彫りに見られるアスラのひとり

ヴェーダ時代の古代インドにおいてアスラは単に「主」という意味であって、神（デーヴァ）の称号として用いられた。とくに目立った例としては『リグ・ヴェーダ』8.25の例があり、ここではミトラとヴァルナの2神を「デーヴァにしてアスラ」(devāv asurā, 双数形)と呼んでいる。
ヴェーダの散文時代になるとデーヴァとアスラは対立し、戦いあう存在としてとらえられるようになり、肯定的な側面をデーヴァが、否定的な側面をアスラが代表するようになった。「アスラはア（a＝非）・スラ（sura＝生）である」という俗語源説も、この転回から生まれた。
『ラーマーヤナ』巻3では、ダクシャから生まれた60人の娘のうちアディティ、ディティ、ダヌら8人がリシのカシュヤパと結婚し、アディティがアーディティヤ12神、ヴァス8神、ルドラ11神、アシュヴィン双神の33神を生んだ一方、ディティからダイティヤ、ダヌからはダーナヴァが生まれたとする。アスラは主にダーナヴァとダイティヤの総称として使われる（カシュヤパ仙の憎しみから生まれたヴリトラや、シヴァの破壊衝動から生まれたジャランダラなどもアスラとして扱われているため、必ずしもこの限りではない。またアンダカのようなシヴァの里子も存在する）。ただしすべてのアスラ神族がデーヴァ神族の敵対者ではない。プラフラーダやバーナースラのようなアスラもいる。ガヤのように人々の罪を洗浄するアスラ神族もいる。
アスラ神族はヒラニヤプラ、パーターラといった地下の黄金郷に住むことが多い。
アスラ神族はデーヴァ神族のようにアムリタを飲んではいないため、不死・不滅の存在ではないが、自らに想像を絶する厳しい苦行を課すことによって神々をも超越する力を獲得し、幾度となくデーヴァ（神々）から世界の主権を奪うことに成功している。そして中にはマハーバリやジャランダラのように人間に善政を敷いたアスラ神族も多い。もちろんアスラ神族には人々に圧政を敷いたトリプラースラやシュンバ・ニシュンバ兄弟王もいる。中には例外も居てシュシュナのようにアムリタを隠し持っていたアスラもいた。
アスラは仏教に取り込まれ、漢訳仏典では音訳して「阿修羅」、略して「修羅」とも呼ばれる。

## イランのアフラとの関係
アスラという語はイランにおけるアフラの同系語である。『リグ・ヴェーダ』におけるミトラ・ヴァルナの併称はアヴェスターにおけるミスラとアフラの併称と関係があり、ヴェーダにおいて実際ヴァルナはとくにアスラの称号をもってよばれることが多い:196。インドでは後にアスラがデーヴァに対立する否定的存在となったのに対し、イランでは逆にデーヴァに対応するダエーワが悪神とされ、アフラの方がアフラ・マズダーのように最高神とされている。両者の関係がインドとイランで逆であることが何らかのインドとイランの対立関係を反映すると考える余地はあるものの、『リグ・ヴェーダ』でまだアスラが悪神になっていないために困難がある。

## アスラと仏陀の関係
宮坂宥勝（高野山大学）は、
と述べている。
松濤誠達（大正大学）は、
と述べている。
したがってヒンズー側から見て仏教はアスラの側である。

## 史実のアスラ
アスラ族は何も神話上の存在とは限らない。冨田真浩（日本大学）は『杉本（1984, 203）には「現在のビハール州南部のチョータナグプール高原一帯にアスラと呼ばれる少数民族が存在する」とあり，ガヤーから，100 kmほど南に位置する場所に，「人間のアスラ族」が実在していることが示されている．』と記述している。
冨田真浩（日本大学）はさらに、『大唐西域記』第9巻にも史実のアスラ族が登場することを指摘する。
と述べている。なお、冨田真浩によると『大唐大慈恩寺三蔵法師伝』では、アスラ宮は清弁論師の住んだ場所とも指摘している。

## 主なアスラ像
ここではヒンズー教のアスラの像の一覧になる。仏教の阿修羅像は阿修羅の項目を参照の事

### カンボジア
- アンコールワット - 乳海攪拌に関する像

### インド
- マハーバリプラム 建造物群　-　マヒシャ像
- ホイサレーシュワラ寺院 - マハーバリ 像
- ホイサレーシュワラ寺院- ヒラニヤカシプ 像
- ホイサレーシュワラ寺院 - ガジャースラ 像
- ホイサレーシュワラ寺院 - トリプラースラ 像